# Shinji Mikami
Shinji Mikami (三上真司, Mikami Shinji, né le 11 août 1965) est un créateur et producteur japonais de jeu vidéo.
Il entre chez Capcom au début des années 1990, et à la suite du succès de son jeu Resident Evil devient producteur au sein de la société puis manager de la nouvelle division Capcom Production Studio 4. Là il contribue à la création de plusieurs franchises qui connaissent un certain succès. Il quitte Capcom à la fin des années 2000 pour travailler dans les sociétés Straight Story, Platinum Games et Tango Gameworks.
Il est l'un des principaux créateurs des séries Resident Evil et Dino Crisis et des jeux God Hand et Vanquish.

## Carrière

### Débuts
Shinji Mikami nait le 11 aout 1965 à Yamaguchi au Japon. Après avoir obtenu son diplôme à l'université Doshisha de Kyoto, il entre dans l'entreprise Capcom en 1990. Il commence par travailler sur de petits jeux vidéo Game Boy comme Capcom Quiz: Hatena hatena no Daibôken ou Who Framed Roger Rabbit. Il travaille ensuite sur des jeux dérivés de licences Disney sur Super Nintendo avec Aladdin et Goof Troop.
Il commence alors le développement d'un nouveau jeu d'action-aventure ayant pour thème l'horreur qui est prévu pour la console PlayStation. Librement inspiré du jeu Sweet Home (Capcom, 1989) et influencé par les films morts-vivants de George Romero, le jeu propose des personnages en 3D temps réel évoluant un manoir hanté dont les décors sont pré-calculés et invite le joueur à combattre des zombies. Le jeu sort en mars 1996 sous le nom de Biohazard au Japon et Resident Evil en Amérique du Nord et devient l'un des premiers gros succès de la console. Des portages sur Windows et Saturn ainsi qu'une version remaniée sous-titrée Director's Cut sortent l'année suivante.
À la suite de ce succès, Mikami est promu producteur et devient plus impliqué dans la direction des affaires de la société. Il produit alors la suite Resident Evil 2 dont il confie le développement à Hideki Kamiya qui était dans son équipe lors de la création du premier épisode. À la suite de désaccords lors du développement, il fait stopper le premier projet au bout d'un an de production (connu plus tard sous le nom de Resident Evil 1.5), mais continue de faire confiance à Kamiya pour monter un second projet. Le titre sort finalement en janvier 1998 et connait un très gros succès avec plus de 4,9 millions d'unités vendues.
Il dirige ensuite la création d'un nouveau jeu de type survival horror, Dino Crisis. Bien qu'assez proche de son précédent jeu, cette fois-ci le joueur doit faire face à des dinosaures dans un complexe secret du gouvernement. Il continue son travail de producteur sur les suites de ses créations dans les années suivantes. Il confie la direction du développement de Resident Evil 3: Nemesis à une autre équipe dirigée par Kazuhiro Aoyama.

### Capcom Production Studio 4
Peu après la sortie du jeu en septembre 1999, Capcom crée un nouveau studio de développement appelé Capcom Production Studio 4 principalement composé des créateurs des survivals horrors de la société. Shinji Mikami est nommé à la tête du studio et dirige donc ses principaux collègues et collaborateurs comme Hideki Kamiya, Shu Takumi ou Hiroyuki Kobayashi.
En parallèle il produit Resident Evil Code: Veronica dont la création est confiée aux studios Nextech et Flagship. Il est crédité en tant qu'executive producer sur Dino Crisis 2 produit par Hiroyuki Kobayashi et dirigé par Shu Takumi, Devil May Cry, une nouvelle licence de jeu d'action sur PlayStation 2, dirigée par Hideki Kamiya et produite par Kobayashi ainsi que Gyakuten Saiban sur Game Boy Advance, une simulation d'avocat sous la forme d'un jeu d'aventure / visual novel produite par Atsushi Inaba et dirigée par Takumi. Ces quatre projets connaissent de francs succès commerciaux.
En 2001, Shinji Mikami est le principal instigateur d'un accord entre Capcom et le constructeur Nintendo dévoilé en septembre et concernant l'exclusivité des prochains jeux de la série Resident Evil sur GameCube. Souhaitant que les fans de la série n'aient besoin que d'une seule console, Capcom et Mikami prévoient le portage de quatre anciens titres (les trois premiers épisodes ainsi que Code Veronica) ainsi que la création de deux nouveaux opus (Resident Evil Zero et Resident Evil 4). Mikami réalise dans un premier temps un remake de Resident Evil pour cette console qui sort en mars 2002. Le nouveau Resident Evil Zero sort peu après. En novembre 2002, Capcom annonce un accord (connu plus tard sous le nom de Capcom Five) qui prévoit la création de cinq jeux GameCube par le Capcom Production Studio 4 et donc suivis de près par Mikami. Quatre d'entre eux sont des produits inédits : Dead Phoenix (finalement abandonné), Viewtiful Joe, P.N.03 et Killer7, tandis que le cinquième est le très attendu Resident Evil 4. À la suite d'erreurs de communications, Capcom clarifie en janvier 2003 que seul le nouveau Resident Evil devrait sortir en exclusivité sur GameCube. Le premier titre distribué est P.N.03, un jeu de tir à la première personne dans un univers futuriste, dirigé par Mikami et produit par Hiroyuki Kobayashi. Le jeu reçoit des critiques très médiocres et se vend assez mal.
Il est ensuite crédité en tant qu'executive producer sur Viewtiful Joe, dirigé par Hideki Kamiya et produit par Atsushi Inaba, Dino Crisis 3 pour la Xbox et Gyakuten Saiban 3 sur Game Boy Advance.
En juillet 2004, lors d'une restructuration de Capcom, Mikami et Inaba fondent le Clover Studio. Celui-ci est composé de plusieurs piliers du Capcom Production Studio 4, avec Inaba à leur tête.
En janvier 2005 sort finalement Resident Evil 4 qui dévie fortement des épisodes précédents. Avec le producteur Hiroyuki Kobayashi, Mikami, directeur et scénariste du jeu, décide d'adopter une atmosphère bien plus tournée vers l'action, au détriment des séquences horrifiques. Après la sortie du jeu, Mikami quitte le Capcom Production Studio 4 pour le Clover Studio. Malgré l'annonce initiale, Resident Evil 4 est porté sur PlayStation 2 plus tard dans l'année, mais cette fois Mikami ne participe pas au développement. Finalement, et malgré les changements, le jeu reçoit un très bon accueil, tant critique que commercial.

### Récemment
Le dernier jeu des Capcom Five, Killer7, est confié au développeur externe Grasshopper Manufacture situé à Tokyo. Le titre est scénarisé et surveillé par Mikami et produit et dirigé par Goichi Suda (alias Suda 51). Le jeu est assez inhabituel, il mêle rail shooter et jeu d'action-aventure et présente des graphismes en cel-shading avec de larges à-plats de couleurs en dégradé.
Chez Clover, Mikami dirige la création de God Hand, un beat them all « ciblé pour les hardcore gamer » selon les mots du producteur Atsushi Inaba ; les ventes sont modestes.
En novembre 2005, il fonde la société Straight Story. Le 1er aout 2006, Mikami prend part à la fondation de Seeds par Atsushi Inaba avec quelques figures importantes de Clover Studio comme Hideki Kamiya. En octobre 2007, Seeds fusionne avec Odd et prend le nom de Platinum Games. Après les trois premiers jeu du studio auxquels il ne participe pas, il dirige la création de Vanquish, un third-person shooter très rapide sorti fin de l'année 2010.
Après avoir quitté PlatinumGames, Mikami fonde le 1er mars 2010 Tango Gameworks, un nouveau studio situé à Tokyo. Après la sortie de Vanquish, il a annoncé qu'il fermerait Straight Story pour se concentrer sur ce nouveau studio. En octobre 2010, son studio Tango Gameworks est racheté par ZeniMax Media.
Un communiqué de presse d'octobre 2008 annonce que Shinji Mikami travaille en tant que producteur sur un nouveau jeu de type survival horror développé par Grasshopper Manufacture et dirigé par Goichi Suda pour l'éditeur américain Electronic Arts, jeu qui deviendra Shadows of the Damned.
En juin 2012, il annonce travailler sur un nouveau jeu, nommé Project Zwei, un survival horror qui respecterait les bases du genre. Renommé The Evil Within, le jeu sort en 2014.
En 2017, The Evil Within 2 sort, mais Mikami n'est que producteur et lègue la réalisation. En cette même année, Tatsuya Minami, qui a démissionné de PlatinumGames et fondé M-Two Inc, souhaitait y associer Mikami, ce que refusera l'intéressé.
Dans le cadre de l'E3 2019, lors de la conférence Bethesda, Shinji Mikami présente avec la réalisatrice Ikumi Nakamura le prochain jeu de Tango Gameworks : Ghostwire: Tokyo. Un jeu d'action-aventure horrifique cher à Mikami mais dans un environnement très différent puisqu'il prend place dans la capitale japonaise.
Le 26 janvier 2023, Shinji Mikami et John Johanas dévoilent pour la première fois HI-FI Rush au Xbox Developper_Direct.
Shinji Mikami laisse alors John Johanas indiquer que le jeu complet sortira directement sur Xbox, Steam et Gamepass juste après son annonce.
Sans aucune campagne marketing préalable le jeu de Tango Gameworks reçoit un accueil très positif de la part des joueurs et influenceurs.
Le 23 février 2023, un couriel du vice-président de Bethesda, Todd Vaughn, annonce le départ de Shinji Mikami de Tango Gameworks.

## Travaux
- 1990 : Capcom Quiz: Hatena? no Daibôken (version Game Boy), planificateur
- 1991 : Who Framed Roger Rabbit (version Game Boy), planificateur
- 1993 : Aladdin (version Super Nintendo), planificateur
- 1993 : Goof Troop, game design[13]
- 1996 : Resident Evil, directeur[14]
- 1997 : Resident Evil: Director's Cut, directeur[15]
- 1998 : Resident Evil 2, producteur[16]
- 1999 : Dino Crisis, producteur, directeur[17]
- 1999 : Resident Evil 3: Nemesis, producteur[18]
- 2000 : Resident Evil: Code Veronica, producteur
- 2000 : Dino Crisis 2, producteur exécutif[19]
- 2001 : Onimusha: Warlords, conseiller[20]
- 2001 : Resident Evil: Code Veronica Complete Edition, producteur[21]
- 2001 : Devil May Cry, producteur exécutif[22]
- 2001 : Resident Evil: Survivor 2 - Code Veronica, superviseur[23]
- 2001 : Phoenix Wright: Ace Attorney, producteur exécutif[24]
- 2001 : Resident Evil Gaiden, conseiller[25]
- 2002 : Steel Battalion, producteur général
- 2002 : Resident Evil (remake sur Gamecube), directeur[26]
- 2002 : Resident Evil Zero, executive advisor[27]
- 2002 : Phoenix Wright: Ace Attorney - Justice for All, producteur exécutif[28]*
- 2003 : P.N.03, directeur[29]
- 2003 : Viewtiful Joe, producteur exécutif[30]
- 2003 : Dino Crisis 3, producteur exécutif[31]
- 2004 : Phoenix Wright: Ace Attorney - Trials and Tribulations, producteur exécutif[32]
- 2004 : Steel Battalion: Line of Contact, producteur général[33]
- 2005 : Resident Evil 4, directeur[34]
- 2005 : Killer7, scénario original, producteur exécutif
- 2006 : God Hand, directeur[35]
- 2007 : Phoenix Wright: Ace Attorney - Trials and Tribulations, producteur exécutif[36]
- 2010 : Vanquish, directeur
- 2011 : Shadows of the Damned, producteur créatif
- 2014 : The Evil Within, directeur
- 2015 : Fallout 4, voix japonaise de Takahashi
- 2017 : The Evil Within 2, producteur executif
- 2022 : Ghostwire: Tokyo, producteur exécutif
- 2023 : Hi-Fi Rush, producteur exécutif